# Acne aestivalis
Die Acne aestivalis, auch Mallorca-Akne und Sommerakne genannt, ist eine genetisch prädisponierte, photoreaktive, akneiforme Erkrankung der Haarfollikel und Sonderform des Sonnenekzems (polymorphe Lichtdermatose). Namensgeber der Erkrankung war der dänische Dermatologe Nils Hjorth, der das Krankheitsbild 1972 erstmals beschrieb.

## Epidemiologie
Acne aestivalis kommt vor allem bei Urlaubern vor, die sich unvorbereitet längere Zeit starker Sonneneinstrahlung aussetzen.

## Symptome
Es bilden sich wenige Millimeter große, kleine Knötchen im Bereich der Haarfollikelöffnungen. Diese können hautfarben oder leicht gerötet sein. Sie treten meist an den Schultern, im Brustausschnitt und am oberen Rücken auf, eher selten ist ein Befall im Bereich des Gesichts. Bei der Acne aestivalis treten im Unterschied zu anderen Akneformen keine eitrigen Effloreszenzen auf, auch finden sich keine oder nur vereinzelte Komedonen.

## Ursachen
Die Acne aestivalis ist eine Reaktion der Haut auf UV-Strahlen. Die typischen Knötchen sind eine Folge der Fibrosierung (Neubildung des Bindegewebes). Auch ohne die Benutzung von Sonnenschutzmitteln kann diese Krankheit auftreten. In seltenen Fällen ist die Acne aestivalis eine Begleiterscheinung einer PUVA (Photochemotherapie).

## Therapie
Die Erkrankung heilt nach Vermeidung weiterer UV-Exposition langsam ab. Eine zusätzliche keratolytische Behandlung, wie bei der Acne vulgaris üblich, kann den Heilungsverlauf beschleunigen.